# Adoretus sparsesetosus
Adoretus sparsesetosus är en skalbaggsart som beskrevs av Frey 1972. Adoretus sparsesetosus ingår i släktet Adoretus och familjen Rutelidae. Inga underarter finns listade i Catalogue of Life.